# 小行星7424
小行星7424（英語：7424）是一颗围绕太阳公转的小行星。1992年8月6日，亨利·E·霍爾特在帕洛马山发现了此天体。
这颗小行星的绝对星等为181.05493等。